# 维罗尼卡·杜达洛娃
维罗尼卡·博里索夫娜·杜达洛娃（俄语：Верони́ка Бори́совна Дуда́рова，羅馬化：Veronika Borisovna Dudarova，1916年12月5日—2009年1月15日），俄罗斯指挥家。

## 生平
杜达洛娃出生于巴库的一个奥塞梯家庭，先后就读于巴库音乐学校、列宁格勒音乐学院（1933－1937年）、莫斯科音乐学院（1939－1947年）。
杜达洛娃是20世纪第一位担任交响乐团首席指挥的女性。她1947年开始指挥莫斯科国家交响乐团，1960至1989年间担任该团首席指挥，1991年创建了俄罗斯交响乐团。

## 获奖与荣誉
- 1977年，苏联人民艺术家

## 纪念
1986年发现的小行星9737以她的名字命名。